# Thérapie de tout le corps par le froid
La Thérapie de tout le corps par le froid est une thérapie utilisée dans le traitement des rhumatismes. Les patients font un séjour de quelques minutes dans une chambre refroidie à -110 °C dans une atmosphère très sèche. Les patients sont en costume de bain, on ne protège que les extrémités (tête, doigts, etc.). Cette thérapie diminue les douleurs.